# Walther Hewel
 Der er for få eller ingen kildehenvisninger i denne artikel, hvilket er et problem. Du kan hjælpe ved at angive troværdige kilder til de påstande, som fremføres i artiklen.

Walther Hewel (2. januar 1904 – 2. maj 1945) var en tysk diplomat før og under 2. verdenskrig. Han var sammen med få andre en af Adolf Hitlers personlige venner.
1. ↑  Navnet er anført på bokmål og stammer fra Wikidata hvor navnet endnu ikke findes på dansk.